# Eremiasphecium arabicum
Eremiasphecium arabicum  (лат.) — вид песочных ос (Crabronidae) рода Eremiasphecium. Встречаются в Юго-Западной Азии, эндемик Аравийского полуострова (Саудовская Аравия, ОАЭ). Длина около 3 мм. Голова, грудь, бёдра и брюшко чёрные, жвалы, тегулы, голени и лапки — жёлтые. Усики сверху коричневые, а снизу желтоватые.
Клипеус с парой зубцов по переднему краю. Места прикрепления усиков сдвинуты далеко вперёд и практически соприкасаются с фронтоклипеальным швом. Внутренние края глаз без вырезки, отдалены друг от друга. Нижнечелюстные щупики 5-члениковые, а нижнегубные состоят из 3 сегментов. Плечевые бугры соприкасаются с крыловыми крышечками. III-я субмаргинальная крыловая ячейка сильно редуцирована и не крупнее II-й. Впервые вид был описан в 1992 году американским энтомологом В. Пулавским и назван по месту обнаружения в Саудовской Аравии.